# Bayerotrochus indicus
Bayerotrochus indicus (Anseeuw, 1999) é uma espécie de molusco gastrópode marinho da família Pleurotomariidae, nativa da região nordeste do oceano Índico.

## Descrição
Bayerotrochus indicus possui concha com pouco mais de 7 centímetros, de coloração creme amarelada, com áreas em laranja ou madrepérola, apresentando forma de turbante. Interior da abertura, lábio interno e área umbilical, fortemente nacarados. As espécies do gênero Bayerotrochus são geralmente mais frágeis, arredondadas e menos esculpidas em sua superfície do que os outros três gêneros viventes de Pleurotomariidae.[carece de fontes?]

## Distribuição geográfica
Esta espécie é nativa da região nordeste do oceano Índico (região do Mar de Andamão e Golfo de Bengala, com seu holótipo coletado no Golfo de Bengala, Índia).